# Franco Pérez
Franco Pérez (n. Necochea, Provincia de Buenos Aires, Argentina; 4 de noviembre de 1998) es un futbolista argentino. Juega de delantero y su equipo actual es Club Sportivo San Cayetano, de la Liga Necochea de Fútbol.

## Carrera
Pérez tuvo su primer partido como profesional en Aldosivi, el 2 de diciembre de 2018, en el empate a 2 contra San Lorenzo. Además, su debut fue más que bueno, debido a que le dio la asistencia a Cristian Chávez para que empate el partido a falta de un minuto.

## Clubes
|  | Club                                 | País                                 | Año                                        |
|  | ------------------------------------ | ------------------------------------ | ------------------------------------------ |
|  | Aldosivi Fc Tucson- Ferro Gral Pico* | Argentina Estados unidos- Argentina* | 2018-presente 2022-(Cedido) 2023* (Cedido) |

## Estadísticas

### Clubes
- Actualizado hasta el 14 de enero de 2021.

| Aldosivi Argentina |                     |                     |    |   |   |   |   |   |    |   |
| 1.ª | 2018-19             | 7                   | 0  | 1 | 0 | - | - | 8 | 0  |   |
| 1.ª | 2019-20             | 7                   | 0  | 2 | 0 | - | - | 9 | 0  |   |
| 1.ª | 2020                | 4                   | 0  | 0 | 0 | - | - | 0 | 0  |   |
| Total club | Total club          | Total club          | 14 | 0 | 6 | 0 | - | - | 20 | 0 |
| Total en su carrera | Total en su carrera | Total en su carrera | 14 | 0 | 6 | 0 | - | - | 22 | 0 |
| (1) Las copas nacionales se refiere a la Copa Argentina y a la Copa de la Liga Profesional. (2) Las copas internacionales se refiere a la Copa Libertadores y a la Copa Sudamericana. |                     |                     |    |   |   |   |   |   |    |   |